# 度会達也
度会達也（わたらい たつや）は、日本のゲームミュージックの作曲家。
TGL在籍中は、下川直哉とともに同社の作品を手がけていた。

## 主な作品
- PC-9801 「ファーランドストーリー」（TGL）
- PC-9801 「ヴァリアブル・ジオ」（戯画）
- PC-9801 「ヴァリアブル・ジオII 姫神舞闘譚」（戯画）
- PC-9801 「レッスルエンジェルス」（GREAT）
- Windows 「Baby,BE -Bedside Emotion-」（2001年・BeF）

| スタブアイコン | サブスタブ | この項目は、まだ閲覧者の調べものの参照としては役立たない、音楽関係者（バンド等）に関連した書きかけの項目です。この項目を加筆・訂正などしてくださる協力者を求めています（P:音楽/PJ:芸能人）。 |